# Cheikh Tidiane Fall
Cheikh Tidiane Fall – senegalski piłkarz grający na pozycji napastnika. W swojej karierze rozegrał 1 mecz w reprezentacji Senegalu.

## Kariera reprezentacyjna
W reprezentacji Senegalu Diop zadebiutował 13 marca 1986 roku w przegranym 0:1 grupowym meczu Pucharu Narodów Afryki 1986 z Wybrzeżem Kości Słoniowej (0:1), rozegranym w Kairze. Był to zarazem jego jedyny rozegrany mecz w kadrze narodowej.